# Валдайське (селище)
Валдайське (рос. Валдайское) — селище Озерського міського округу, Калінінградської області Росії. Входить до складу Гавриловського сільського поселення.
Населення —  9 осіб (2015 рік). 

## Населення
| 2002 | 2010 |
| ---- | ---- |
| 11   | ↘9   |